# Søllerød Gold Diggers 2022
Questa voce raccoglie le informazioni riguardanti i Søllerød Gold Diggers nelle competizioni ufficiali della stagione 2022.

## Nationalligaen 2022

### Stagione regolare
| Nærum 23 aprile 2022, ore 12:00 1ª giornata | Søllerød Gold Diggers | 54 – 24 referto | Aalborg 89ers | Rundforbi Stadion |

| Vejle 21 maggio 2022, ore 12:00 2ª giornata | Triangle Razorbacks | 3 – 34 referto | Søllerød Gold Diggers | Vejle Atletikstadion |

| Nærum 11 giugno 2022, ore 12:00 3ª giornata | Søllerød Gold Diggers | 38 – 57 referto | Copenhagen Towers | Rundforbi Stadion |

| Gentofte 13 agosto 2022, ore 12:00 5ª giornata | Copenhagen Towers | 13 – 21 referto | Søllerød Gold Diggers | Gentofte Sportspark |

| Nærum 20 agosto 2022, ore 12:00 6ª giornata | Søllerød Gold Diggers | 46 – 6 referto | Triangle Razorbacks | Rundforbi Stadion |

| Svenstrup J 3 settembre 2022, ore 14:00 8ª giornata | Aalborg 89ers | 16 – 45 referto | Søllerød Gold Diggers | Dall-Ferslev Idrætsforening |

### Playoff
| Nærum 10 settembre 2022, ore 12:00 Semifinale | Søllerød Gold Diggers | 51 – 30 referto | Aalborg 89ers | Rundforbi Stadion |

| Esbjerg 24 settembre 2022, ore 12:00 Mermaid bowl | Copenhagen Towers | 32 – 17 referto | Søllerød Gold Diggers | Blue Water Arena |

## Statistiche di squadra
| Competizione      | %Vittorie | In casa | In casa | In casa | In casa | In casa | In casa | In trasferta | In trasferta | In trasferta | In trasferta | In trasferta | In trasferta | Totale | Totale | Totale | Totale | Totale | Totale |
| Competizione      | %Vittorie | G       | V       | N       | P       | Pf      | Ps      | G            | V            | N            | P            | Pf           | Ps           | G      | V      | N      | P      | Pf     | Ps     |
| ----------------- | --------- | ------- | ------- | ------- | ------- | ------- | ------- | ------------ | ------------ | ------------ | ------------ | ------------ | ------------ | ------ | ------ | ------ | ------ | ------ | ------ |
| Stagione regolare | .833      | 3       | 2       | 0       | 1       | 138     | 87      | 3            | 3            | 0            | 0            | 100          | 32           | 6      | 5      | 0      | 1      | 238    | 119    |
| Playoff           | .500      | 1       | 1       | 0       | 0       | 51      | 30      | 1            | 0            | 0            | 1            | 17           | 32           | 2      | 1      | 0      | 1      | 68     | 62     |
| Totale            | .750      | 4       | 3       | 0       | 1       | 189     | 117     | 4            | 3            | 0            | 1            | 117          | 64           | 8      | 6      | 0      | 2      | 306    | 181    |